# Animage
Animage (アニメージュ, Animeju) is een Japans entertainment tijdschrift over anime . Het wordt sinds juli 1978 uitgegeven door Tokuma Shoten. Hayao Miyazaki's manga Nausicaä of the Valley of the Wind werd uitgegeven in dit tijdschrift van 1982 tot 1994. Het blad publiceerde ook andere media, bijvoorbeeld de roman Ocean Waves (1990-1995) van Saeko Himuro. Het verhaal werd later verwerkt tot een televisiefilm.

## Geschiedenis
Animage werd opgericht in 1978. Het was het eerste Japanse tijdschrift over animatie dat gericht was op een breed publiek, eerder dan professionelen. In 2007 begon het tijdschrift een online editie.

## Tijdlijn
- Juli 1978: eerste uitgave
- Januari 1980: eerste jaarlijkse Anime Grand Prix
- Juli 1982: 50ste volume
- Juni 1983: 5de jubileum
- September 1986: 100ste volume
- Juni 1988: 10de jubileum
- November 1990: 150ste volume
- Juni 1993: 15de jubileum
- Januari 1995: 200ste volume
- Juni 1998: 20ste jubileum. Het magazine wordt vanaf nu in A4 formaat uitgegeven. De titel verandert naar het Engelse woord "Animage" in plaats van het Japanse アニメージュ.
- Maart 1999: 250ste volume
- Juni 2002: vanaf het juli volume wordt de titel terug veranderd naar katakana アニメージュ.
- Mei 2003: 300ste volume
- Juni 2003: 25th jubileum
- Juni 2008: 30th jubileum
- Juni 2013: 35th jubileum

## Anime Grand Prix
De Anime Grand Prix is een jaarlijkse prijs waarbij de lezers van Animage kunnen stemmen op de anime van het jaar. De wedstrijd loopt sinds 1979. De eerste winnaar werd aangekondigd in januari 1980.

## Voice Animage
Voice Animage (ボイスアニメージュ, Boisu Animeju) is een zusterpublicatie die loopt sinds 1994. Het tijdschrift gaat over de Japanse stemacteurindustrie. In het begin werd het tijdschrift op onregelmatige tijdstippen uitgegeven. Daarna stapte men over op een tweemaandelijkse uitgave. De hoofdredacteurs waren Hideaki Kobayashi en Takashi Watanabe. Later verliet Kobayashi het tijdschrift om te gaan werken bij Kadokawa Shoten. De publicatie werd stopgezet in februari 2002 met het 42ste deel. Bij Kadokawa richtten Kobayashi en Watanabe het tijdschrift Voice Newtype op.
In februari 2009 werd Voice Animage opnieuw opgepikt als een viermaandelijkse publicatie. Sindsdien focust het tijdschrift vooral op mannelijke stemacteurs.
AniRadi geeft ook een tijdschrift uit over de Japanse stemmenindustrie getiteld VoiceRadimage (ボイスラジメージュ, Boisu Radimeju). Deze titel is een woordspeling op de naam Voice Animage.